# Günther von Etzel

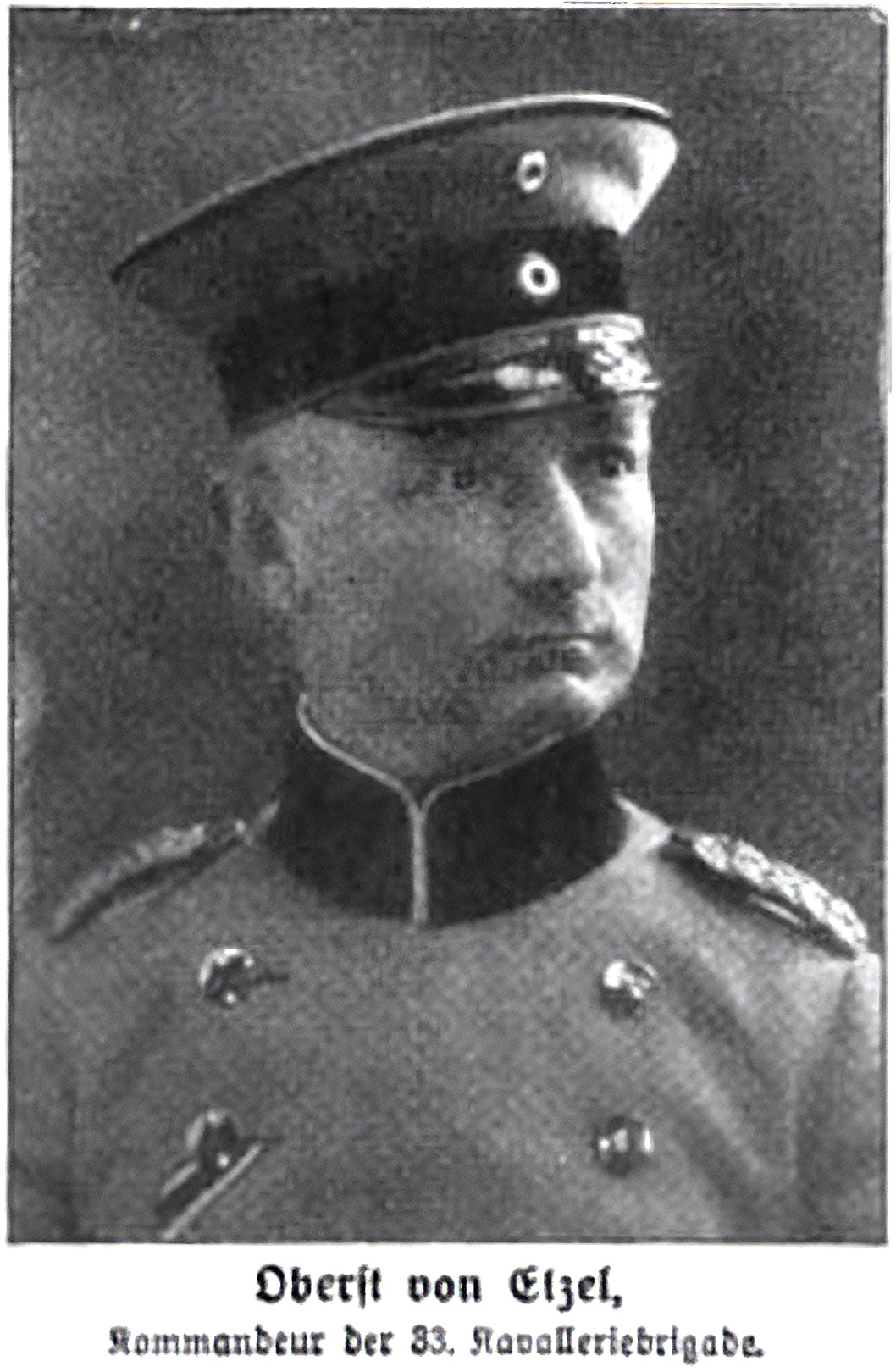
Günther von Etzel

Franz Hermann Günther von Etzel (* 14. Dezember 1862 in Magdeburg; † 21. Januar 1948 in Wiesbaden) war ein deutscher General der Kavallerie.

## Leben

### Herkunft
Günther war der Sohn von Hermann von Etzel (1812–1883) und seiner Ehefrau Augusta, geborene Koch (1833–1875). Etzels Bruder Otto (1860–1934) brachte es zum Generalleutnant, der u. a. im Großen Generalstab diente. Zwei weitere Brüder August (* 1858) und Ernst (1857–1913) stiegen bis zum Oberst in der Preußischen Armee auf. Der Neffe Ernst Günter von Netzel (* 1891), Sohn des Ernst, war zunächst Rittmeister beim 2. Pommersches Ulanen-Regiment Nr. 9 und wurde später Landrat vom pommerschen Kreis Dramburg.

### Militärkarriere
Etzel trat am 19. März 1881 als Fahnenjunker in das 2. Garde-Regiment zu Fuß der Preußischen Armee in Berlin ein. Am 13. September 1882 zum Sekondeleutnant befördert, wurde er zum 1. Großherzoglich Mecklenburgischen Dragoner-Regiment Nr. 17 nach Ludwigslust versetzt. Vom 30. September 1887 bis 13. Februar 1888 folgte seine Kommandierung an das Militär-Reitinstitut Hannover. Am 10. September 1890 zum Premierleutnant befördert, wurde er am 14. September 1893 Adjutant der 18. Kavallerie-Brigade in Altona. Seit 17. März 1894 zum Großen Generalstab nach Berlin berufen, wurde er am 22. März 1895 Rittmeister und am 9. Dezember 1895 in den Generalstab der Großherzoglich Hessischen (25.) Division nach Darmstadt versetzt. Seit 18. November 1897 war er Stellvertretender Kommandeur des 1. Brandenburgischen Dragoner-Regiments Nr. 2 in Schwedt/Oder. Am 16. November 1899 Versetzung in den Generalstab der Garde-Kavallerie-Division in Berlin.
Während des Boxeraufstandes in China kam Etzel ab 8. Dezember 1900 in den Stab des Armee-Oberkommandos unter Generalfeldmarschall Alfred von Waldersee und war nach seiner Rückkehr ab 6. August 1901 wieder im Großen Generalstab in Berlin tätig. Am 19. September 1901 beförderte man Etzel zum Major und versetzt ihn am 29. Mai 1902 als Militärattaché an die Deutsche Botschaft in Tokio. Von 1904 bis 1905 kommandierte man ihn für die Dauer des Russisch-Japanischen Krieges zur Japanischen Armee in die Mandschurei. Etzel bereiste dabei China, Korea und auch die Philippinen.
Nach seiner Rückkehr nach Deutschland übernahm der am 18. Mai 1908 zum Oberstleutnant beförderte das Kommando über das Kurmärkische Dragoner-Regiment Nr. 14 in Colmar. Am 21. April 1911 wurde er Oberst und am 22. April 1912 zum Kommandeur der 33. Kavallerie-Brigade in Metz ernannt. Sein Vorgesetzter, General der Infanterie Ernst von Hoiningen erklärte 1911:
„… Oberst von Etzel ist ein hoch begabter, hervorragender Offizier, der eine sehr viel versprechende Zukunft hat.“
Am 22. April 1914 wurde er zum Generalmajor befördert und führte nach dem Beginn des Ersten Weltkriegs ab 24. September 1914 seine Brigade im Verbund des HKK 4 (General von Hollen) beim Vormarsch der 5. Armee des deutschen Kronprinzen Wilhelm in den Argonnen. Am 24. September 1914 übernahm er von Generalleutnant von Storch kurz die Führung der Garde-Kavallerie-Division und am 3. Dezember 1914 wurde er zum Kommandeur der Leib-Husaren-Brigade ernannt. Am 3. Mai 1915 erfolgte als Nachfolger von General Wurmb seine Ernennung zum Kommandeur der 3. Kavallerie-Division, von 31. August 1916 bis 14. Mai 1917 ersetzte er General Thumb von Neuburg als Kommandeur der 2. Kavallerie-Division. Beide Großverbände waren 1915 gegen die Russen an der österreichisch-ungarischen Front in Galizien und 1916 auch in Rumänien eingesetzt. Vom 14. Mai 1917 bis 23. Juni 1918 ersetzt er General von Schoeler als Kommandeur der 11. Division im Raum Noyon. Als Generalleutnant (seit 27. Januar 1918) wurde er am 23. Juni 1918 als Nachfolger des Generalleutnant von Webern mit der Führung des XVII. Armee-Korps beauftragt. Für die Leistungen seiner Truppen bei den Abwehrkämpfen an der Westfront erhielt Etzel am 4. August 1917 den Orden Pour le Mérite sowie am 25. Oktober 1918 das Eichenlaub zum Pour le Mérite.
Am 27. August 1918 wurde als Nachfolger des Generals der Infanterie Viktor Albrecht zum Kommandierender General des XVIII. Armee-Korps, das er bei den Rückzugskämpfen der 17. Armee noch über das Kriegsende hinaus kommandieren sollte.
Sein Vorgesetzter, General der Infanterie Bruno von Mudra, zuletzt Oberbefehlshaber der 17. Armee äußerte sich über ihn:
„Von Etzel hat sich als Truppenführer unter widrigen Bedingungen ausgezeichnet und als Soldat starken Charakter mit Ruhe und Energie gezeigt. Während der letzten Schlachten an der Schelde, bei der Auflösung der Truppe durch Erschöpfung, inspirierte er durch seinen persönlichen Einfluss und konnte den feindlichen Durchbruch überall abriegeln. Er ist ein energischer außergewöhnlicher General, der seine Truppen weiterhin fest in der Hand hatte.“
Man bewilligte Etzel am 4. April 1919 seinen Abschied und versetzte ihn in den Ruhestand.
Am 27. August 1939, dem sogenannten „Tannenbergtag“, erhielt Etzel den Charakter als General der Kavallerie verliehen.

### Familie
Etzel heiratete im Juli 1914 Wera von Klingspor (* 1895), eine Tochter des preußischen Generalleutnants Leopold von Klingspor. Wera und Günther von Etzel hatten zwei Töchter. Gesetha wurde 1919 in Wiesbaden geboren und wurde 1954 die dritte Ehefrau des Künstlers Ulrich Folkmar. Die zweite Tochter Gudrun wurde 1926 in Frankfurt am Main geboren; sie starb 2015.

## Auszeichnungen
- Roter Adlerorden III. Klasse mit Schwertern am Ringe[3]
- Kronenorden III. Klasse mit Schwertern[3]
- Preußisches Dienstauszeichnungskreuz[3]
- Bayerischer Militärverdienstorden III. Klasse[3]
- Ritterkreuz des Ordens der Wendischen Krone[3]
- Mecklenburgisches Militärverdienstkreuz II. Klasse[3]
- Reußisches Ehrenkreuz III. Klasse[3]
- Komtur des Ordens der aufgehenden Sonne[3]
- Offizier des  Ordens der Krone von Italien[3]
- Orden der Eisernen Krone III. Klasse[3]
- Russischer Orden der Heiligen Anna III. Klasse[3]
- Russischer Sankt-Stanislaus-Orden II. Klasse mit Schwertern[3]
- Eisernes Kreuz (1914) II. und I. Klasse

## Einzelbelege
1. ↑  Gothaisches Genealogisches Taschenbuch der Adeligen Häuser. Zugleich Adelsmatrikel der D.A.G. Teil B (Briefadel). 1940. 32. Jahrgang, Justus Perthes, Gotha 1939, S. 158 f.
2. ↑  Vera Gudrun von Etzel Hilderman d. November 8, 2015., In: Cook Family. 2025.
3. 1 2 3 4 5 6 7 8 9 10 11 12  Rangliste der Königlich Preußischen Armee und des XIII. (Königlich Württembergischen) Armeekorps für 1914, Hrsg.: Kriegsministerium, Ernst Siegfried Mittler & Sohn, Berlin 1914, S. 99

| Personendaten    | Personendaten                                         |
| ---------------- | ----------------------------------------------------- |
| NAME             | Etzel, Günther von                                    |
| ALTERNATIVNAMEN  | Etzel, Franz Hermann Günther von (vollständiger Name) |
| KURZBESCHREIBUNG | deutscher General der Kavallerie                      |
| GEBURTSDATUM     | 14. Dezember 1862                                     |
| GEBURTSORT       | Magdeburg                                             |
| STERBEDATUM      | 21. Januar 1948                                       |
| STERBEORT        | Wiesbaden                                             |